# Shoreditch

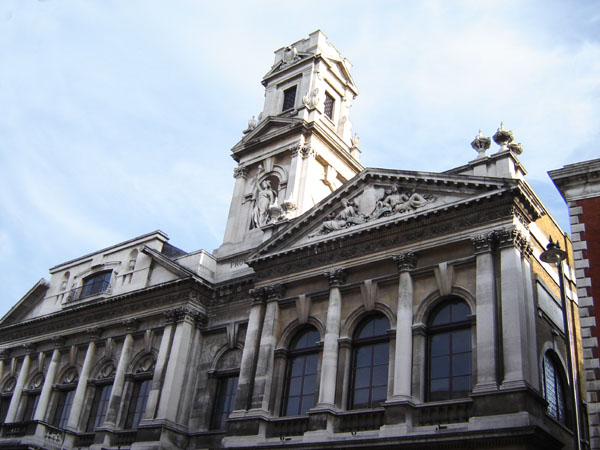
Das ehemalige Rathaus

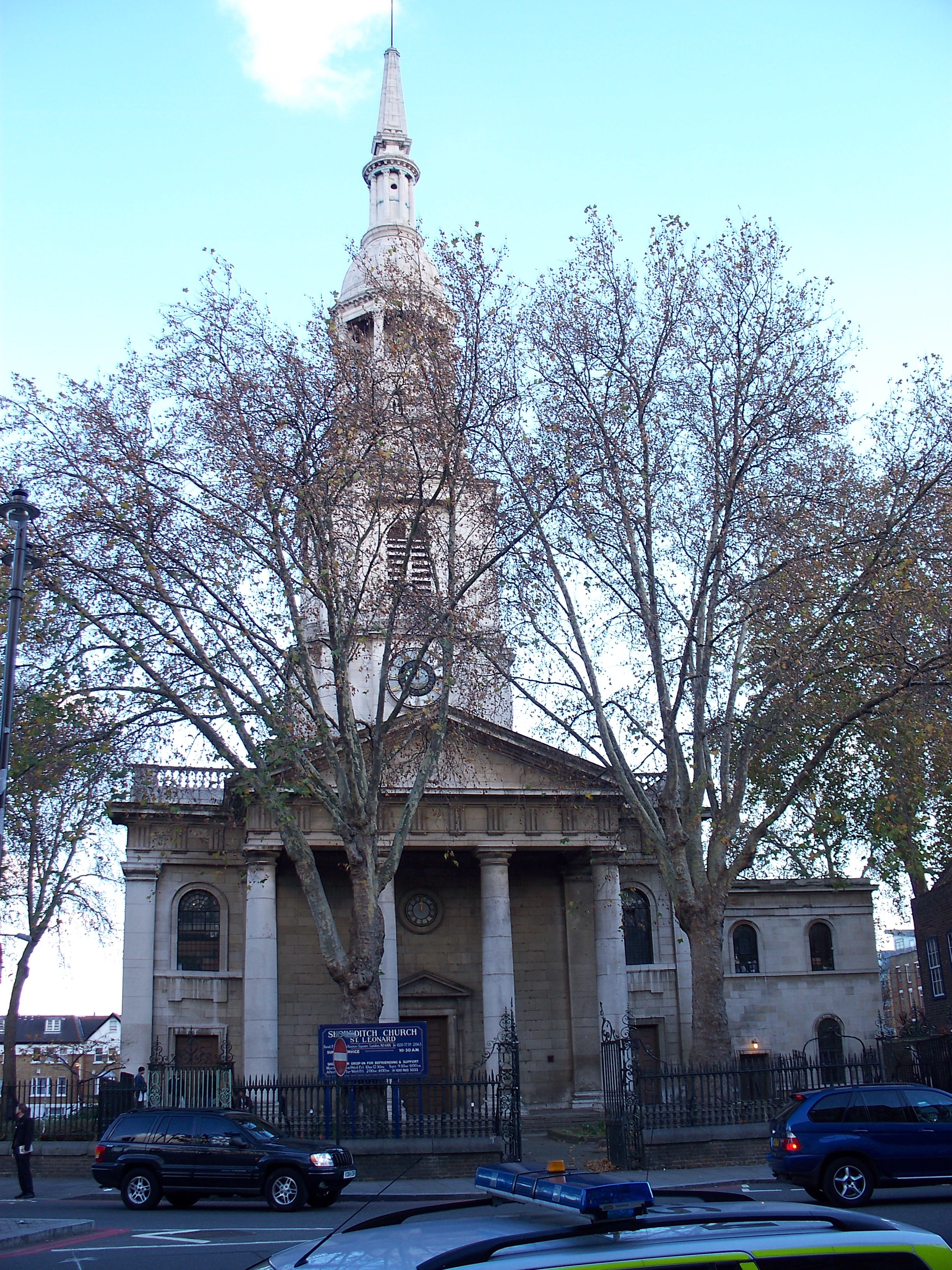
Die Kirche in Shoreditch

Shoreditch ist ein Ortsteil in Hackney im nordöstlichen London. Es ging verwaltungsmäßig gemeinsam mit Hackney und Stoke Newington (Teilen des ehemaligen County of London) 1965 in dem neuen Bezirk Hackney auf.
Shoreditch zählte lange zu den ärmeren Gegenden von London. Es galt seit dem späten 20. Jahrhundert als „Trendstadtteil“, dessen verfallene Häuser hochwertig saniert wurden und in denen die Londoner Avantgarde aus Design, Kunst und Mode und auch Presse neue Habitate fand. So unterhält die Nachrichtenagentur Reuters dort eine Niederlassung. Die einstmals zwielichtige Kneipenszene wandelte sich zu gepflegten In-Restaurants. Das ehemalige Rathaus wurde zu einem Veranstaltungsort für Fortbildungen, Hochzeiten und Festessen. Shoreditch unterliegt damit einer nahezu abgeschlossenen Gentrifizierung.
Die am nächsten gelegene Station der London Underground ist Old Street; bis zu ihrer Schließung im Juni 2006 lag außerdem die Station
Shoreditch im Ortsteil. Shoreditch High Street ist auch der Name eines neu errichteten Bahnhofs der East London Line. Dieser liegt jedoch in Tower Hamlets.

## Söhne und Töchter des Ortsteils
- Thomas Muffet (1553–1604), Arzt und Naturforscher
- Jonathan Pereira (1804–1853), Pharmakologe
- William Anderson (1842–1900), Arzt und Kunstsammler
- Harry Champion (1866–1942), Music-Hall-Sänger, Komiker und Komponist
- John Condon (1889–1919), Boxer
- Carlo Krahmer (1914–1976), Jazzschlagzeuger
- Barry Morse (1918–2008), Schauspieler
- Joe Wade (1921–2005), Fußballspieler und -trainer
- Eddy Thompson (1925–1986), Jazzpianist
- Matt Monro (1930–1985), Sänger
- Ron Henry (1934–2014), Fußballspieler
- Barbara Windsor (1937–2020), Schauspielerin